# La Dernière Séance (émission de télévision)
Pour les articles homonymes, voir La Dernière Séance.
La Dernière Séance est une émission de télévision française essentiellement consacrée aux classiques du cinéma américain et présentée par le chanteur et acteur Eddy Mitchell. La première diffusion a lieu le 19 janvier 1982 sur la chaîne nationale publique FR3, future France 3. La direction de la troisième chaîne décide de retirer le programme de sa grille, après la dernière émission diffusée le 28 décembre 1998. 
Coproduite et réalisée par Gérard Jourd'hui, Patrick Brion assurant la partie éditoriale, elle tire son nom de la chanson La Dernière Séance (1978) d'Eddy Mitchell mais aussi du film La Dernière Séance de Peter Bogdanovich. 
L'émission est rediffusée une fois par mois, depuis octobre 2014 sur la chaîne de télévision Action. Elle est réalisée dans les conditions de l'époque dont la séance comprend actualités, publicités et entracte avec toutefois sur cette chaîne de télévision numérique, une copie des films remastérisée en haute définition.

## Principe
À l'été 1979,, Eddy Mitchell constate que les films américains de la période qu'il apprécie sont peu ou pas diffusés à la télévision ou en salles, et déplore la disparition des séances de minuit dans les cinémas. Par l'entremise de son ami Alain Van Gennep, directeur des cinémas UGC du 8e arrondissement de Paris et amateur des mêmes films, il obtient du président d'UGC l'autorisation d'organiser à l'Ermitage une séance de minuit, après les séances normales. La première séance,  qu'il destine d'abord à ses amis, avant de l'ouvrir au public, a lieu le 6 juillet,, et Coluche l'aide à en faire la promotion,. Les films programmés lors de cette séance sont Scaramouche et La Blonde et moi. Devant le succès rencontré, l'expérience est renouvelée et finit par arriver aux oreilles de Serge Moati, alors directeur général de FR3, qui propose à Eddy Mitchell de transposer le principe à la télévision,.
L'émission se présente dans un décor d'un « cinéma de quartier », des figurants accompagnant le présentateur habillé en tenue de l'époque décontractée.
Les films programmés « s'inscrivent dans l'âge d'or des grands studios américains » des années 1930 aux années 1960, tous genres confondus. Serge Moati voulait initialement respecter le quota de films français, mais Eddy Mitchell a refusé. 
Chaque émission présente un dessin animé puis un premier film, doublé en français, introduit en général depuis le guichet du cinéma par Eddy Mitchell, des actualités cinématographiques d'époque, un second dessin animé, des réclames, puis un film en version originale sous-titrée et enfin les bandes-annonces des films de l'émission suivante.
Les soirées sont parfois thématiques, autour d'un réalisateur, d'un acteur, ou d'un genre cinématographique.

## Contexte historique
Au début des années 1950, le journaliste François Chalais propose le rendez-vous télévisuel À vous de juger. Dans son premier volet, cette émission présente et commente quatre à cinq films venant de sortir au cinéma; le second volet traite un panorama complet de l'actualité du cinéma. En délivrant une certaine critique, l'émission propose toutefois au téléspectateur de faire son choix, en connaissance de cause et pour tous types de cinéma. L'émission est programmée le jeudi mais à cette époque, la télévision n'a pas encore fixé les critères pour fidéliser son public et la programmation de l'émission fluctue au fil des mois et des années soit le jeudi, soit le vendredi et elle peut être parfois déplacée en deuxième partie de soirée après 22h. En octobre 1953, l'émission prend le titre Plaisir du cinéma et François Chalais la coprésente provisoirement avec l'actrice Odette Joyeux pour une année. En novembre 1956, l'émission « Cinéma en liberté » d'une durée d'une heure est proposée chaque jeudi soir après le journal, jusqu'en avril 1957. En octobre 1960, Chalais qui produit aussi le mensuel « Cinépanorama » également le jeudi soir entre février 1956 et décembre 1962, cède sa place à Monique Chapelle qui reprend l'animation d'À vous de juger jusqu'en 1968.
Après les événements de mai 1968 et le départ du général de Gaulle président de la République, le 28 avril 1969, l'élection de Georges Pompidou et son nouveau gouvernement réformateur piloté par Jacques Chaban-Delmas, la programmation des deux chaînes nationales publiques de l'ORTF est sensiblement modifiée. La programmation et la promotion des films est significativement revue car l'industrie du cinéma se plaint de la concurrence du petit écran affectant la fréquentation des salles. Jusqu'à la rentrée scolaire de 1972, le jeudi est traditionnellement le jour où les enfants n'ont pas classe; l'après midi et l'avant soirée à la télévision leur est consacrée. Pour les plus grands, la première chaîne propose depuis le milieu des années 1960, une case cinéma en soirée, certains jeudis ainsi que chaque dimanche, à 20h30.
En 1969, l'émission Au Cinéma ce soir intitulée provisoirement « Ce soir... Au cinéma » est lancée à l'antenne sur la Première chaîne de l'ORTF; l'émission se conforme dès 1970, aux titres des autres émissions alternatives de la même case du jeudi : Au Théâtre ce soir et « Au Music-hall ce soir », un rendez-vous conçu par Pierre Sabbagh. Au Cinéma ce soir propose un panorama de l'actualité d'époque choisie par les producteurs ainsi que les principaux films à l'affiche cette année-là, accompagnée d'interviews d'acteurs et de réalisateurs puis un grand film de la même année, dont la notoriété ou la popularité est indiscutable et enfin, un troisième volet permettant d'annoncer le sommaire de la prochaine émission.

## Lieux de tournage
Dans le générique de l'émission apparaît la façade du Palace de Beaumont-sur-Oise. 
Néanmoins, la plupart des émissions sont tournées au Trianon de Romainville. Ce cinéma a été choisi car il est représentatif des années 1950, ayant été reconstruit à cette époque dans le style « paquebot » et presque inchangé depuis (il est d'ailleurs inscrit aux monuments historiques en 1997), mais aussi pour avoir été fréquenté par Eddy Mitchell dans sa jeunesse.
D'autres émissions (dont une spéciale Noël de 1985) sont également tournées au Palace de Beaumont-sur-Oise ainsi qu'au cinéma Le Voltaire de La Garenne-Colombes lequel, bien que classé, est détruit en 2003.

## Présentateurs
L'émission est présentée par Eddy Mitchell mais il laisse sa place à d'autres présentateurs pour quelques émissions :
- Jacques Villeret (18 juin 1985[24], 20 août 1985, 21 janvier 1986, 4 mars 1986) ;
- Alain Souchon (5 mars 1985, 30 avril 1985, 4 février 1986, 1er avril 1986) ;
- Gérard Lanvin (29 mai 1984, 24 juillet 1984) ;
- Michel Sardou[25] (17 janvier 1984) ;
- Jacques Dutronc (6 mars 1984) ;
- Guy Marchand (13 novembre 1984) ;
- Gilbert Bécaud (27 novembre 1984) ;
- Jane Birkin (24 décembre 1984) ;
- Julien Clerc (15 janvier 1985).

## La «séance en relief»

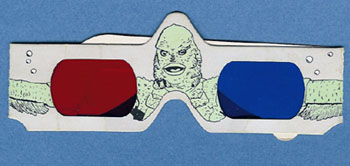
Les lunettes dites « 3D Vidéo » stéréoscopiques fournies par le magazine de télévision partenaire de l'opération.

La Dernière Séance du 19 octobre 1982 marque la mémoire de nombreux téléspectateurs. Pour la diffusion du film L'Étrange Créature du lac noir dans le cadre d'une émission spéciale nommée « séance en relief », les téléspectateurs peuvent se procurer des lunettes équipées de filtres bleu et rouge à même de restituer l'effet tridimensionnel stéréoscopique par procédé anaglyphique en achetant un magazine de télévision partenaire de l'opération. Dans son Dictionnaire du cinéma, Jacques Lourcelles précise à propos de cette expérience de relief à la télévision française : « Insuffisamment expliquée, mais parfaitement réussie sur le plan technique, elle déçut le public et n'a pas été renouvelée depuis lors ». 
L'autre particularité de cette émission est d'être diffusée à la télévision française et à la télévision belge (RTBF). Eddy Mitchell la présente depuis le cinéma Royal Palace de Bruxelles, accompagné de Patrick Brion et Bertrand Tavernier. Ils expliquent leur présence à Bruxelles : « On venait très souvent à Bruxelles car c'était le paradis pour nous ».

## Programmation
La Dernière Séance est diffusée sur FR3 le mardi soir de janvier 1982 à janvier 1990 (sauf pour deux émissions diffusées le vendredi 31 décembre 1982 et le lundi 24 décembre 1984), puis le jeudi soir de février 1990 à avril 1994, et enfin le lundi soir de mai 1994 à décembre 1998,. 
- 1982 : 15 émissions
- 1983 : 18 émissions
- 1984 : 15 émissions
- 1985 : 14 émissions
- 1986 : 13 émissions
- 1987 : 9 émissions
- 1988 : 10 émissions
- 1989 : 10 émissions
- 1990 : 10 émissions
- 1991 : 10 émissions
- 1992 : 10 émissions
- 1993 : 10 émissions
- 1994 : 10 émissions
- 1995 : 9 émissions
- 1996 : 11 émissions
- 1997 : 8 émissions
- 1998 : 10 émissions

Au cours de ces 192 émissions, 385 films sont diffusés à raison de deux films par émission, à l'exception des émissions du 24 décembre 1984 et du 30 décembre 1986, qui ont diffusé trois films chacune, et de l'émission du 5 avril 1988, qui n'a diffusé qu'un film.
À partir de 1995, 26 films déjà présentés dans l'émission sont rediffusés, ce qui ramène à 359 films différents.

## Liste des émissions

### 1982
| - 19 janvier - Le Corsaire rouge de Robert Siodmak (1952) - Bandido Caballero de Richard Fleischer (1956) - 16 février - La Terre des pharaons de Howard Hawks (1955) - Le Jour où la Terre s'arrêta de Robert Wise (1951) - 16 mars - Le Prisonnier de Zenda de Richard Thorpe (1952) - Le Chien des Baskerville de Terence Fisher (1959) - 20 avril - soirée George Sidney - Les Trois Mousquetaires de George Sidney (1948) - Bye Bye Birdie de George Sidney (1963) - 18 mai - soirée Comédie musicale - Le Rock du bagne de Richard Thorpe (1957) - La Blonde et moi de Frank Tashlin (1956) - 15 juin - soirée Delmer Daves - La Dernière Caravane de Delmer Daves (1956) - Les Gladiateurs de Delmer Daves (1954) - 6 juillet - Le train sifflera trois fois de Fred Zinnemann (1952) - La Perle noire de Richard Thorpe (1953) - 3 août - La Flèche et le Flambeau de Jacques Tourneur (1950) - Le Grand Passage de King Vidor (1939) | - 31 août - Les Pionniers de la Western Union de Fritz Lang (1941) - Le Bouffon du roi de Norman Panama, Melvin Frank (1955) - 21 septembre - Un homme est passé de John Sturges (1954) - Les Tueurs de Robert Siodmak (1946) - 19 octobre - en 3D (avec la participation de Bertrand Tavernier) - L'Étrange Créature du lac noir de Jack Arnold (1954) - Bagarres au King Créole de Michael Curtiz (1958) - 16 novembre - soirée western - Rivière sans retour d'Otto Preminger (1954) - Sur la piste des Mohawks de John Ford (1939) - 7 décembre - soirée western - Le Signe de Zorro de Rouben Mamoulian (1940) - Johnny Guitare de Nicholas Ray (1954) - 21 décembre - L'Homme aux colts d'or de Edward Dmytryk (1959) - L'Île au trésor de Victor Fleming (1934) - 31 décembre - soirée Jour de l'an (avec la participation de Micheline Dax, Pierre Tornade, Gérard Jugnot et Anémone) - Vera Cruz de Robert Aldrich (1954) - Haute Société de Charles Walters (1956) |

### 1983
| - 18 janvier - soirée Fantastique - Jack le tueur de géants de Nathan Juran (1961) - Les Survivants de l'infini de Joseph M. Newman (1955) - 1er février - soirée Errol Flynn - Les Aventures de Don Juan de Vincent Sherman (1948) - L'Aigle des mers de Michael Curtiz (1940) - 22 février - soirée western - Le Trésor du pendu de John Sturges (1958) - Comanche Station de Budd Boetticher (1960) - 15 mars - soirée Alfred Hitchcock - La Mort aux trousses d'Alfred Hitchcock (1959) - Lifeboat d'Alfred Hitchcock (1943) - 5 avril - La Mission du commandant Lex d'André de Toth (1952) - Le Roi du tabac de Michael Curtiz (1950) - 3 mai - Les Vikings de Richard Fleischer (1958) - La Lance brisée de Edward Dmytryk (1954) - 31 mai - soirée Burt Lancaster - Bronco Apache de Robert Aldrich (1954) - L'Homme du Kentucky de Burt Lancaster (1955) - 21 juin - soirée Richard Fleischer - Le Temps de la colère de Richard Fleischer (1956) - Les Inconnus dans la ville de Richard Fleischer (1955) - 12 juillet - soirée Marilyn Monroe - Sept Ans de réflexion de Billy Wilder (1955) - Troublez-moi ce soir de Roy Baker (1952) | - 2 août - soirée Robert Mitchum - L'Aventurier du Rio Grande de Robert Parrish (1959) - Trahison à Athènes de Robert Aldrich (1958) - 23 août - Marqué par la haine de Robert Wise (1956) - Le vengeur agit au crépuscule de Budd Boetticher (1957) - 20 septembre - Le Brigand bien-aimé de Henry King (1939) - L'Homme au masque de cire d'André de Toth (1953) - 4 octobre - Le Retour de Frank James de Fritz Lang (1940) - Le Village des damnés de Wolf Rilla (1960) - 18 octobre - soirée James Stewart - La Flèche brisée de Delmer Daves (1950) - Winchester '73 d'Anthony Mann (1950) - 1er novembre - soirée John Wayne - Alamo de John Wayne (1960) - L'Homme de Monterey de Mack V. Wright (1933) - 15 novembre - L'Homme qui n'a pas d'étoile de King Vidor (1954) - La Glorieuse Parade de Michael Curtiz (1942) - 6 décembre - Les Cavaliers de John Ford (1954) - Le monde lui appartient de Raoul Walsh (1952) - 20 décembre - Le Septième Voyage de Sinbad de Nathan Juran (1958) - La Charge de la brigade légère de Michael Curtiz (1936) |

### 1984
| - 17 janvier (émission présentée par Michel Sardou) - El Perdido de Robert Aldrich (1961) - Le peuple accuse O'Hara de John Sturges (1951) - 7 février - La Rose noire de Henry Hathaway (1950) - Chérie, je me sens rajeunir de Howard Hawks (1952) - 6 mars - soirée Ava Gardner (émission présentée par Jacques Dutronc) - La Croisée des destins de George Cukor (1956) - L'Île au complot de Robert Z. Leonard (1949) - 3 avril - Coup de fouet en retour de John Sturges (1955) - Des monstres attaquent la ville de Gordon Douglas (1954) - 1er mai - soirée western - La Cible humaine de Henry King (1950) - Le Cavalier du crépuscule de Robert D. Webb (1956) - 29 mai (émission présentée par Gérard Lanvin) - L'Esclave libre de Raoul Walsh (1957) - Allez coucher ailleurs de Howard Hawks (1949) - 19 juin - soirée Humphrey Bogart - La Main gauche du Seigneur de Edward Dmytryk (1955) - Le Port de l'angoisse de Howard Hawks (1949) - 24 juillet (émission présentée par Gérard Lanvin) - Ivanhoé de Richard Thorpe (1951) - L'Homme au fusil de Richard Wilson (1955) | - 28 août - soirée Stewart Granger - Au pays de la peur d'Andrew Marton (1952) - Les Contrebandiers de Moonfleet de Fritz Lang (1955) - 18 septembre - soirée Burt Lancaster - Le Roi des îles de Byron Haskin (1953) - Le Grand Chantage d'Alexander Mackendrick (1957) - 16 octobre - soirée polar - La police fédérale enquête de Mervyn LeRoy (1959) - La Chute d'un caïd de Budd Boetticher (1959) - 13 novembre - soirée Raoul Walsh (émission présentée par Guy Marchand) - La Blonde et le Shérif de Raoul Walsh (1958) - La Rivière d'argent de Raoul Walsh (1948) - 27 novembre - soirée Richard Widmark (émission présentée par Gilbert Bécaud) - Destination Gobi de Robert Wise (1953) - La Ville abandonnée de William Wellman (1948) - 18 décembre - soirée Errol Flynn - Le Vagabond des mers de William Keighley (1953) - La Caravane héroïque de Michael Curtiz (1940) - 24 décembre (émission présentée par Jane Birkin) - Moby Dick de John Huston (1956) - Le Dentiste de Leslie Pearce (1932) - Les Enfants du paradis de Marcel Carné (1945) |

### 1985
| - 15 janvier - soirée Lauren Bacall (émission présentée par Julien Clerc) - Écrit sur du vent de Douglas Sirk (1956) - Les Passagers de la nuit de Delmer Daves (1947) - 5 février - Capitaine sans peur de Raoul Walsh (1951) - La Fille du désert de Raoul Walsh (1949) - 5 mars (émission présentée par Alain Souchon) - La Fureur des hommes de Henry Hathaway (1958) - Le Cauchemar de Dracula de Terence Fisher (1958) - 2 avril - Capitaine King de Henry King (1953) - Le Cavalier traqué d'André de Toth (1954) - 30 avril - soirée John Huston (émission présentée par Alain Souchon) - Les Désaxés de John Huston (1961) - La Charge victorieuse de John Huston (1951) - 21 mai - soirée Robert Mitchum - La Sorcière blanche de Henry Hathaway (1953) - Les Combattants de la nuit de Tay Garnett (1960) - 18 juin - soirée Don Siegel (émission présentée par Jacques Villeret) - Les Rôdeurs de la plaine de Don Siegel (1960) - L'Invasion des profanateurs de sépultures de Don Siegel (1956) | - 23 juillet - Terreur dans la vallée de Roy Rowland (1957) - Le Beau Brummel de Curtis Bernhardt (1954) - 20 août (émission présentée par Jacques Villeret) - La Colline des potences de Delmer Daves (1959) - Embuscade de Sam Wood (1949) - 17 septembre - soirée George Sidney - La Reine vierge de George Sidney (1953) - Show Boat de George Sidney (1950) - 15 octobre - soirée Glenn Ford - La Vallée de la poudre de George Marshall (1958) - Les Quatre Cavaliers de l'Apocalypse de Vincente Minnelli (1961) - 19 novembre - La Proie des vautours de John Sturges (1959) - Un jour à New York de Stanley Donen Gene Kelly (1949) - 3 décembre - Le Bal des sirènes de George Sidney (1944) - Abbott et Costello à Hollywood de S. Sylvan Simon (1945) - 24 décembre - Géant de George Stevens (1956) - L'Homme qui rétrécit de Jack Arnold (1957) |

### 1986
| - 21 janvier - soirée James Cagney (émission présentée par Jacques Villeret) - Les Pièges de la passion de Charles Vidor (1955) - 13, rue Madeleine de Henry Hathaway (1946) - 4 février (émission présentée par Alain Souchon) - Le Rendez-vous de Hong Kong de Edward Dmytryk (1955) - Sur la Riviera de Walter Lang (1951) - 4 mars - soirée Errol Flynn (émission présentée par Jacques Villeret) - Kim de Victor Saville (1951) - Capitaine Blood de Michael Curtiz (1935) - 1er avril (émission présentée par Alain Souchon) - Le Voleur du Roi de Robert Z. Leonard (1955) - Attaque de Robert Aldrich (1956) - 6 mai - Fort Massacre de Joseph Newman (1958) - Tarantula ! de Jack Arnold (1955) - 3 juin - La Chevauchée des bannis d'André de Toth (1958) - La porte s'ouvre de Joseph Mankiewicz (1950) - 1er juillet - soirée Jack Palance - Okinawa de Lewis Milestone (1951) - Le Grand Couteau de Robert Aldrich (1955) | - 5 août - soirée Rita Hayworth - Salomé de William Dieterle (1952) - La Blonde ou la Rousse de George Sidney (1957) - 2 septembre - soirée Burt Lancaster - La Vallée de la vengeance de Richard Thorpe (1950) - Le Temps du châtiment de John Frankenheimer (1961) - 7 octobre - soirée Mickey Rooney - L'Invasion secrète de Roger Corman (1963) - La Rafale de la dernière chance (en) de Howard W. Koch (1959) - 4 novembre - soirée Robert Ryan - Le Traître du Texas de Budd Boetticher (1952) - Berlin Express de Jacques Tourneur (1948) - 2 décembre - soirée Alan Ladd - Le Serment du chevalier noir de Tay Garnett (1954) - Colère noire de Frank Tuttle (1956) - 30 décembre - soirée Spencer Tracy - Capitaine sans loi de Clarence Brown (1952) - Le Père de la mariée de Vincente Minnelli (1950) - Allons donc, papa ! de Vincente Minnelli (1951) |

### 1987
| - 6 janvier - soirée Gregory Peck - La Femme modèle de Vincente Minnelli (1957) - La Gloire et la Peur de Lewis Milestone (1959) - 3 février - soirée western - Coups de feu dans la Sierra de Sam Peckinpah (1962) - L'Aventure fantastique de Roy Rowland (1954) - 3 mars - soirée Richard Widmark - Le Jardin du diable de Henry Hathaway (1954) - La Toile d'araignée de Vincente Minnelli (1955) - 7 avril - soirée polar - Le Coup de l'escalier de Robert Wise (1959) - Le Kid de Cincinnati de Norman Jewison (1965) - 5 mai - soirée John Wayne / John Ford - Le Fils du désert de John Ford (1948) - L'aigle vole au soleil de John Ford (1957) | - 2 juin - soirée Robert Taylor - Les Chevaliers de la Table ronde de Richard Thorpe (1953) - La Porte du diable d'Anthony Mann (1950) - 7 juillet - soirée Glenn Ford - La première balle tue de Russell Rouse (1956) - Graine de violence de Richard Brooks (1955) - 4 août - Rio Conchos de Gordon Douglas (1964) - Dracula, prince des ténèbres de Terence Fisher (1966) - 6 octobre - soirée Frank Sinatra - Comme un torrent de Vincente Minnelli (1958) - Escale à Hollywood de George Sidney (1945) |

### 1988
| - 5 janvier - Arrêt d'autobus de Joshua Logan (1956) - La Vallée de la peur de Raoul Walsh (1946) - 2 février - soirée Robert Wise - Hélène de Troie de Robert Wise (1955) - La Maison du diable de Robert Wise (1963) - 1er mars - Les Aventures de Quentin Durward de Richard Thorpe (1955) - Les Sacrifiés de John Ford (1945) - 5 avril - soirée David Niven - Le Tour du monde en 80 jours de Michael Anderson (1956) - 3 mai - soirée Stewart Granger - Le Grand Sam de Henry Hathaway (1960) - Trois Troupiers de Tay Garnett (1951) | - 5 juillet - La Maîtresse de fer de Gordon Douglas (1952) - Les maraudeurs attaquent de Samuel Fuller (1961) - 6 septembre - soirée Vincente Minnelli - Les Ensorcelés de Vincente Minnelli (1952) - La Roulotte du plaisir de Vincente Minnelli (1953) - 4 octobre - Sergent la Terreur de Richard Brooks (1953) - Ziegfeld Follies de Vincente Minnelli (1945) - 1er novembre - Le Courrier de l'or de Budd Boetticher (1959) - Donnez-lui une chance de Stanley Donen (1953) - 6 décembre - Voyage au centre de la Terre de Henry Levin (1959) - Match d'amour de Busby Berkeley (1949) |

### 1989
| - 3 janvier - soirée Aventures - La Vallée des Rois de Robert Pirosh (1954) - Le Carnaval des dieux de Richard Brooks (1957) - 7 février - soirée Guerre - Le Renard des océans de John Farrow (1954) - Dieu seul le sait de John Huston (1957) - 7 mars - soirée polar - À vingt-trois pas du mystère de Henry Hathaway (1956) - La Vie privée de Sherlock Holmes de Billy Wilder (1969) - 4 avril - soirée Comédie - Le Fou du cirque de Michael Kidd (1958) - Les Jeux de l'amour et de la guerre d'Arthur Hiller (1964) - 2 mai - La Colline des hommes perdus de Sidney Lumet (1965) - La Veuve noire de Nunnally Johnson (1954) | - 6 juin - soirée Napoléon - Désirée de Henry Koster (1954) - La Belle Espionne de Raoul Walsh (1953) - 5 septembre - Les Aventures de Tom Pouce de George Pal (1958) - Laurel et Hardy chefs d'îlot de Edward Sedgwick (1943) - 3 octobre - soirée Elizabeth Taylor - L'Arbre de vie de Edward Dmytryk (1957) - La Chatte sur un toit brûlant de Richard Brooks (1958) - 7 novembre - soirée western - La poursuite dura sept jours de David Butler (1954) - L'Attaque de la malle-poste de Henry Hathaway (1951) - 26 décembre - Un monde fou, fou, fou, fou de Stanley Kramer (1963) - Dix Mille Chambres à coucher de Richard Thorpe (1957) |

### 1990
| - 2 janvier - soirée Fantastique - La Machine à explorer le temps de George Pal (1960) - La Guerre des cerveaux de Byron Haskin (1967) - 1er février - soirée western - La Rivière de nos amours d'André de Toth (1955) - L'Intrigante de Saratoga de Sam Wood (1943) - 1er mars - Les Grands Espaces de William Wyler (1958) - Anna et les Maoris de Charles Walters (1961) - 5 avril - soirée polar - La Valse des truands de Paul Bogart (1969) - Le Point de non-retour de John Boorman (1967) - 17 mai - De l'or pour les braves de Brian G. Hutton (1970) - Le Chevalier de la vengeance de John Cromwell (1942) | - 7 juin - Fort Bravo de John Sturges (1954) - L'Amour en quatrième vitesse de George Sidney (1964) - 6 septembre - Soleil vert de Richard Fleischer (1973) - L'Arnaqueur de Robert Rossen (1961) - 4 octobre - L'Affaire Al Capone de Roger Corman (1967) - Mais qui a tué Harry ? d'Alfred Hitchcock (1954) - 1er novembre - L'Empereur du Nord de Robert Aldrich (1973) - Le Tueur au visage d'ange de Gordon Douglas (1958) - 6 décembre - Les Mines du roi Salomon de Compton Bennett et Andrew Marton (1950) - Piège au grisbi de Burt Kennedy (1965) |

### 1991
| - 24 janvier - soirée western - L'Homme de la plaine d'Anthony Mann (1955) - Le Bataillon des lâches de George Marshall (1964) - 7 février - L'Homme de l'Ouest d'Anthony Mann (1958) - Traquenard de Nicholas Ray (1958) - 7 mars - Dix Hommes à abattre de H. Bruce Humberstone (1955) - Docteur Jekyll et M. Hyde de Victor Fleming (1941) - 4 avril - soirée Glenn Ford - Au paradis à coups de revolver de Lee H. Katzin (1969) - L'Affaire de Trinidad de Vincent Sherman (1952) - 2 mai - soirée John Payne / Allan Dwan - Quatre Étranges Cavaliers d'Allan Dwan (1954) - Deux Rouquines dans la bagarre d'Allan Dwan (1956) | - 6 juin - Un espion de trop de Don Siegel (1977) - L'Étrange Incident de William Wellman (1943) - 5 septembre - Le mariage est pour demain d'Allan Dwan (1955) - Sur la trace du crime de Roy Rowland (1955) - 3 octobre - soirée western - Les Affameurs d'Anthony Mann (1952) - Quand les tambours s'arrêteront de Hugo Fregonese (1951) - 7 novembre - Bravados de Henry King (1958) - La Scène du crime de Roy Rowland (1949) - 5 décembre - soirée western - Le Survivant des monts lointains de James Neilson (1957) - La Poursuite infernale de John Ford (1946) |

### 1992
| - 23 janvier - soirée Glenn Ford - Le Mors aux dents de Burt Kennedy (1965) - Un mort récalcitrant de George Marshall (1959) - 6 février - Prince Vaillant de Henry Hathaway (1954) - Le Mystère de la plage perdue de John Sturges (1950) - 5 mars - soirée western - Les Géants de l'Ouest d'Andrew V. McLaglen (1969) - Les Conquérants de Michael Curtiz (1939) - 2 avril - Une balle signée X de Jack Arnold (1959) - Duel d'espions de John Sturges (1955) - 7 mai - L'Expédition du Fort King de Budd Boetticher (1953) - Mogambo de John Ford (1953) | - 4 juin - Le Seigneur de la guerre de Franklin J. Schaffner (1965) - Opération clandestine de Blake Edwards (1972) - 3 septembre - Tony Rome est dangereux de Gordon Douglas (1967) - L'Homme qui tua Liberty Valance de John Ford (1962) - 1er octobre - Le Convoi maudit de Roy Rowland (1950) - La Grande Évasion de Raoul Walsh (1941) - 12 novembre - Le Shérif de Robert D. Webb (1956) - Une fille très avertie de Charles Walters (1959) - 3 décembre - Les Aventures de Robin des Bois de Michael Curtiz et William Keighley (1938) - Ma sœur est du tonnerre de Richard Quine (1955) |

### 1993
| - 7 janvier - soirée western - L'Homme de la loi de Michael Winner (1971) - Le Trésor de la Sierra Madre de John Huston (1947) - 11 février - soirée Frank Sinatra - La Femme en ciment de Gordon Douglas (1968) - Un crime dans la tête de John Frankenheimer (1962) - 4 mars - Tonnerre apache de Joseph M. Newman (1961) - La Bête aux cinq doigts de Robert Florey (1946) - 1er avril - Luke la main froide de Stuart Rosenberg (1967) - Docteur Cyclope de Ernest B. Schoedsack (1940) - 6 mai - soirée Aventures - Le Chevalier du roi de Rudolph Maté (1954) - Les Révoltés de la Claire-Louise de Jacques Tourneur (1953) | - 3 juin - Rio Lobo de Howard Hawks (1970) - La Princesse du Nil de Harmon Jones (1954) - 16 septembre - soirée John Cassavetes - Les Douze Salopards de Robert Aldrich (1967) - L'Homme qui tua la peur de Martin Ritt (1957) - 7 octobre - soirée western - Le Dernier Train de Gun Hill de John Sturges (1959) - Le Trésor des sept collines de Gordon Douglas (1960) - 4 novembre - soirée Dick Powell - Torpilles sous l'Atlantique de Dick Powell (1957) - Le Grand Attentat d'Anthony Mann (1951) - 23 décembre - soirée Edward G. Robinson - Les Dix Commandements de Cecil B. DeMille (1956) - Brother Orchid de Lloyd Bacon (1940) |

### 1994
| - 20 janvier - Bandolero ! d'Andrew V. McLaglen (1968) - Dans une île avec vous de Richard Thorpe (1948) - 10 février - La Maison de bambou de Samuel Fuller (1955) - Une femme en enfer de Daniel Mann (1955) - 17 mars - soirée Gregory Peck - Arabesque de Stanley Donen (1966) - Les Nerfs à vif de J. Lee Thompson (1962) - 14 avril - soirée western - Tension à Rock City de Charles Marquis Warren (1956) - L'Homme sauvage de Robert Mulligan (1968) - 9 mai - soirée Errol Flynn - À l'abordage de George Sherman (1952) - Du sang sur la neige de Raoul Walsh (1943) | - 27 juin - soirée western - La Chevauchée de la vengeance de Budd Boetticher (1959) - Billy the Kid le réfractaire de David Miller (1941) - 26 septembre - soirée western - La Colère de Dieu de Ralph Nelson (1972) - Terreur à l'ouest de Lloyd Bacon (1939) - 10 octobre - Tant que soufflera la tempête de Henry King (1955) - Le Retour du docteur X de Vincent Sherman (1939) - 28 novembre - La Flibustière des Antilles de Jacques Tourneur (1951) - Le Pistolero de la rivière rouge de Richard Thorpe (1967) - 19 décembre- soirée Aventures - Le Fils d'Ali Baba de Kurt Neumann (1952) - Les Naufrageurs des mers du Sud de Cecil B. DeMille (1942) |

### 1995
| - 30 janvier - soirée Burt Lancaster - Le Corsaire rouge de Robert Siodmak (1952) - rediffusion - La Flèche et le Flambeau de Jacques Tourneur (1950) - rediffusion - 27 février - soirée Clint Eastwood - De l'or pour les braves de Brian G. Hutton (1970) - rediffusion - Les Proies de Don Siegel (1971) - 27 mars - soirée James Stewart / Alfred Hitchcock - Sueurs froides d'Alfred Hitchcock (1958) - Fenêtre sur cour d'Alfred Hitchcock (1955) - 24 avril - soirée Marilyn Monroe - Sept Ans de réflexion de Billy Wilder (1955) - rediffusion - Niagara de Henry Hathaway (1952) - 29 mai - soirée Gary Cooper - Le Jardin du diable de Henry Hathaway (1954) - rediffusion - Une aventure de Buffalo Bill de Cecil B. DeMille (1936) | - 19 juin - soirée Richard Widmark - L'Homme aux colts d'or de Edward Dmytryk (1959) - rediffusion - Le Trésor du pendu de John Sturges (1958) - rediffusion - 18 septembre - soirée Errol Flynn - Les Aventures de Robin des Bois de Michael Curtiz et William Keighley (1938) - rediffusion - Les Aventures de don Juan de Vincent Sherman (1948) - rediffusion - 30 octobre - soirée John Wayne - Les Cowboys (film, 1972) de Mark Rydell (1972) - La Prisonnière du désert de John Ford (1956) - 27 novembre - soirée Stewart Granger - Les Contrebandiers de Moonfleet de Fritz Lang (1955) - rediffusion - Le Prisonnier de Zenda de Richard Thorpe (1952) - rediffusion |

### 1996
| - 1er janvier - soirée Kirk Douglas - Le Reptile de Joseph L. Mankiewicz (1970) - L'Homme qui n'a pas d'étoile de King Vidor (1955) - rediffusion - 22 janvier - soirée Gregory Peck - Bravados de Henry King (1958) - rediffusion - Les Gens de la nuit de Nunnally Johnson (1954) - 26 février - soirée Tony Curtis - Le Voleur de Tanger de Rudolph Mate (1951) - Le Cavalier au masque de H. Bruce Humberstone (1955) - 11 mars - soirée Lana Turner - Les Trois Mousquetaires de George Sidney (1948) - rediffusion - Diane de Poitiers de David Miller (1955) - 29 avril - soirée Glenn Ford - La Vallée de la poudre de George Marshall (1958) - rediffusion - Graine de violence de Richard Brooks (1955) - rediffusion - 20 mai - soirée Randolph Scott - Coups de feu dans la Sierra de Sam Peckinpah (1961) - rediffusion - Les Massacreurs du Kansas d'André de Toth (1953) | - 24 juin - soirée Jack Palance - La Peur au ventre de Stuart Heisler (1955) - La Cage aux hommes de Russell Rouse (1957) - 30 septembre - soirée James Coburn - Major Dundee de Sam Peckinpah (1965) - Cyclone à la Jamaïque d'Alexander Mackendrick (1965) - 28 octobre - soirée Spencer Tracy - Un homme est passé de John Sturges (1955) - rediffusion - La Dernière Fanfare de John Ford (1958) - 2 décembre - soirée Robert Taylor - Traquenard de Nicholas Ray (1958) - rediffusion - Embuscade de Sam Wood (1949) - rediffusion - 30 décembre - soirée Alan Ladd - La Brigade héroïque de Raoul Walsh (1954) - L'Or du Hollandais de Delmer Daves (1958) |

### 1997
| - 20 janvier - soirée Audie Murphy - Six Chevaux dans la plaine de Harry Keller (1962) - Le Nettoyeur de George Marshall (1955) - 24 février - soirée Burt Lancaster - La Vallée de la vengeance de Richard Thorpe (1950) - rediffusion - Dix de la légion de Willis Goldbeck (1951) - 31 mars - soirée Ava Gardner - Vaquero de John Farrow (1953) - Les Tueurs de Robert Siodmak (1946) - rediffusion - 9 juin - soirée Robert Mitchum - L'Enfer des tropiques de Robert Parrish (1957) - Un si doux visage de Otto Preminger (1952) | - 25 août - soirée Richard Widmark - Les Drakkars de Jack Cardiff (1964) - Les Forbans de la nuit de Jules Dassin (1950) - 29 septembre - soirée Victor Mature - Les Inconnus dans la ville de Richard Fleischer (1955) - rediffusion - La Proie de Robert Siodmak (1948) - 27 octobre - soirée Randolph Scott - Les Conquérants de Carson City d'André de Toth (1952) - Terreur à l'ouest d'André de Toth (1954) - 24 novembre - soirée Rock Hudson - Bataille sans merci de Raoul Walsh (1953) - Victime du destin de Raoul Walsh (1952) |

### 1998
| - 26 janvier - soirée Alan Ladd - L'Aigle solitaire de Delmer Daves (1954) - La Légion du Sahara de Joseph Pevney (1953) - 23 février - soirée Gary Cooper - La Mission du commandant Lex d'André de Toth (1952) - rediffusion - Les Tuniques écarlates de Cecil B. DeMille (1940) - 23 mars - Duel dans la Sierra de George Sherman (1958) - Alibi meurtrier de Jerry Hopper : (1954) - 27 avril - Le Gentilhomme de la Louisiane de Rudolph Maté (1953) - L'Enquête de l'inspecteur Graham de Harry Keller (1956) - 8 juin - soirée Tony Curtis - Les Années sauvages de Rudolph Maté (1956) - Kansas en feu de Ray Enright (1952) | - 13 juillet - L'Enfer des hommes de Jesse Hibbs (1955) - Les Écumeurs de Ray Enright (1942) - 3 août - Le monde lui appartient de Raoul Walsh (1950) - rediffusion - Le Bandit de Edgar George Ulmer (1954) - 31 août - soirée western - Je suis un aventurier d'Anthony Mann (1954) - Quand la poudre parle de Nathan Juran (1953) - 21 décembre - Les Survivants de l'infini de Joseph M. Newman (1955) - rediffusion - La Maison des sept péchés de Tay Garnett (1940) - 28 décembre - Le Déserteur de Fort Alamo de Budd Boetticher (1953) - Seul contre tous (it) de Jesse Hibbs (1954) |

## DVD
À l'occasion du trentième anniversaire de l’émission, en 2012, le Groupe Figaro a racheté la marque la Dernière Séance et a édité une collection de vingt classiques américains en DVD. Chaque DVD est accompagné d'un livret de seize pages incluant des informations sur le film ainsi que l'histoire de l'émission. Les vingt films sont les suivants :
- La Grande Évasion de John Sturges (1963)
- Autant en emporte le vent de Victor Fleming (1939)
- Lawrence d'Arabie de David Lean (1962)
- Casablanca de Michael Curtiz (1942)
- Le Pont de la rivière Kwaï de David Lean (1957)
- Rio Bravo de Howard Hawks (1959)
- Chantons sous la pluie de Stanley Donen et Gene Kelly (1952)
- La Fureur de vivre de Nicholas Ray (1955)
- Le train sifflera trois fois de Fred Zinnemann (1952)
- Les Dix Commandements de Cecil B. DeMille (1956)
- Certains l'aiment chaud de Billy Wilder (1959)
- Les Douze Salopards de Robert Aldrich (1967)
- Alamo de John Wayne (1960)
- Les hommes préfèrent les blondes de Howard Hawks (1959)
- Bullitt de Peter Yates (1968)
- Les Sept Mercenaires de John Sturges (1960)
- Les Canons de Navarone de J. Lee Thompson (1961)
- Scaramouche de George Sidney (1952)
- Rivière sans retour d'Otto Preminger (1954)
- Géant de George Stevens (1956)